# Гостомельська селищна рада
Госто́мельська се́лищна ра́да — адміністративно-територіальна одиниця та орган місцевого самоврядування у складі Бучанського району Київської області. Адміністративний центр — селище міського типу Гостомель.

## Загальні відомості
Гостомельська селищна рада утворена в 1938 році.
- Територія ради: 6,4 км²
- Населення ради: 14 547 осіб (станом на 2015 рік)[1]
- Територією ради протікають річка Ірпінь, Рокач

## Населені пункти
Селищній раді підпорядковані населені пункти:
- смт Гостомель

## Склад ради
Рада складається з 30 депутатів та голови.
- Голова ради: Прилипко Юрій Ілліч
- Секретар ради: Кислиця Олена Вікторівна

### Депутати
За результатами місцевих виборів 2010 року депутатами ради стали:

#### За суб'єктами висування
| Суб'єкт висування                 | Кількість обраних депутатів | %    |
| --------------------------------- | --------------------------- | ---- |
| Самовисування                     | 23                          | 76,7 |
| Партія регіонів                   | 5                           | 16,7 |
| Політична партія «Сильна Україна» | 1                           | 3,3  |
| Українська Народна Партія         | 1                           | 3,3  |

#### За округами
| № округу                          | Прізвище, ім'я, по батькові       | Дата визнання обраним | Освіта             | Партійна приналежність                        | Відомості про обраного депутата                                                            |
| --------------------------------- | --------------------------------- | --------------------- | ------------------ | --------------------------------------------- | ------------------------------------------------------------------------------------------ |
| Партія регіонів                   |                                   |                       |                    |                                               |                                                                                            |
| 3                                 | Петровська Ніна Федорівна         | 05.11.2010            | середня спеціальна | член Партії регіонів                          | КП УЖКТ «Гостомель», наглядач кладовища                                                    |
| 14                                | Мамчур Олег Дмитрович             | 05.11.2010            | середня спеціальна | член Партії регіонів                          | ТОВ «Альф ЛТД», генеральний директор                                                       |
| 18                                | Лінчук Жанна Володимирівна        | 05.11.2010            | вища               | член Партії регіонів                          | ВОЗ ІМР, лікар-педіатр                                                                     |
| 25                                | Рог Ігор Миколайович              | 05.11.2010            | середня спеціальна | член Партії регіонів                          | приватний підприємець                                                                      |
| 29                                | Вірченко Катерина Оксентіївна     | 05.11.2010            | вища               | член Партії регіонів                          | загальноосвітня школа № 14, вчитель                                                        |
| Політична партія «Сильна Україна» |                                   |                       |                    |                                               |                                                                                            |
| 21                                | Омельченко Дмитро Петрович        | 05.11.2010            | вища               | член Політичної партії «Сильна Україна»       | Гостомельська селищна рада, інспектор з благоустрою                                        |
| Українська Народна Партія         |                                   |                       |                    |                                               |                                                                                            |
| 12                                | Вознюк Василь Васильович          | 05.11.2010            | вища               | позапартійний                                 | тимчасово не працює                                                                        |
| Самовисування                     |                                   |                       |                    |                                               |                                                                                            |
| 1                                 | Прилипко Ольга Юріївна            | 05.11.2010            | вища               | позапартійна                                  | ТОВ «Ольвія», директор                                                                     |
| 2                                 | Гамарник Роман Іванович           | 05.11.2010            | вища               | позапартійний                                 | приватний підприємець                                                                      |
| 4                                 | Курамагамедов Іса Асадулович      | 05.11.2010            | середня            | позапартійний                                 | Охоронна фірма «Ірміс», співзасновник                                                      |
| 5                                 | Мілевська Зоя Петрівна            | 05.11.2010            | середня            | позапартійна                                  | ААЗ «Трейдинг Ко», працівник архіву                                                        |
| 6                                 | Небога Лариса Павлівна            | 05.11.2010            | вища               | член Соціалістичної партії України            | пенсіонер                                                                                  |
| 7                                 | Поповичук Олег Миколайович        | 05.11.2010            | вища               | член Партії регіонів                          | Компанії «Кредекс», директор                                                               |
| 8                                 | Асадов Олександр Радіонович       | 05.11.2010            | вища               | член Соціалістичної партії України            | Госто-мельська селищна рада, інспектор з благоустрою                                       |
| 9                                 | Смолянчук Ольга Олегівна          | 05.11.2010            | незакінчена вища   | позапартійна                                  | НУДПСУ, студент                                                                            |
| 10                                | Шальман Тетяна Михайлівна         | 05.11.2010            | вища               | позапартійна                                  | Київський славістичний університет, заступник директора                                    |
| 11                                | Пархоменко Людмила Петрівна       | 05.11.2010            | вища               | позапартійна                                  | загальноосвітня школа № 13, вчитель                                                        |
| 13                                | Кандиба Сергій Володимирович      | 05.11.2010            | вища               | позапартійний                                 | УПМ ДПА в Одеській області                                                                 |
| 15                                | Марчук Юрій Валерійович           | 05.11.2010            | вища               | позапартійний                                 | ТОВ «Брізант», директор                                                                    |
| 16                                | Жабченко Сергій Анатолійович      | 05.11.2010            | вища               | позапартійний                                 | ДНДІ МВС України, начальник відділу                                                        |
| 17                                | Лоза Павло Валентинович           | 05.11.2010            | вища               | позапартійний                                 | ДП «Антонов», інженер                                                                      |
| 19                                | Білий Андрій Володимирович        | 05.11.2010            | вища               | член Партії регіонів                          | ДП «Антонов», інженер                                                                      |
| 20                                | Дудник Надія Юріївна              | 04.11.2013            | вища               | позапартійна                                  | Центр соціальних служб сім"ї, дітей та молоді Бучанської міської ради, головний спеціаліст |
| 22                                | Османов Темраз Шамсудінович       | 05.11.2010            | вища               | позапартійний                                 | НДІ проблем матеріалознавства АНУ, старший науковий спів робіт-ник                         |
| 23                                | Тихорський Петро Іванович         | 05.11.2010            | вища               | позапартійний                                 | ПП «Комсервіс Безпека»                                                                     |
| 24                                | Воронецький Сергій Антонович      | 05.11.2010            | вища               | позапартійний                                 | БВК № 85, черговий помічник                                                                |
| 26                                | Дубас Вадим Валерійович           | 05.11.2010            | вища               | член Партії регіонів                          | приватний підприємець                                                                      |
| 27                                | Коваленко Олександр Олександрович | 05.11.2010            | середня            | позапартійний                                 | приватний підприємець                                                                      |
| 28                                | Семенов Володимир Олександрович   | 05.11.2010            | середня спеціальна | член Партії регіонів                          | ПП"Семіза", директор                                                                       |
| 30                                | Кислиця Олена Вікторівна          | 05.11.2010            | вища               | член Всеукраїнського об'єднання «Батьківщина» | Госто-мельська селищна рада, секретар ради                                                 |